# Lygephila craccae
Lygephila craccae — вид лускокрилих комах з родини еребід (Erebidae).

## Поширення
Вид поширений в Європі та Північній Азії на схід до Японії. Мешкає на теплих кам'янистих схилах, узліссях, галявинах, кам'янистих верещах і пустощах.

## Опис
Розмах крил молі становить від 40 до 44 міліметрів. Колір верхньої поверхні крил змінюється від світло-сірого до сіро-фіолетового або сіро-коричневого чи темно-сірого. На передньому краї передніх крил чітко виділяються три-чотири темні плями. Поперечні лінії нечіткі. Темно-коричневе ниркове рильце вузьке. Кільцева пляма зазвичай відсутня, у деяких екземплярів її можна розпізнати лише як чорну крапку. Прожилки злегка припилені. Потилицю і шию вкривають оксамитові чорно-коричневі волоски.

## Спосіб життя
Існує одне покоління на рік. Імаго літають на початку літа. Личинки живляться різними видами Vicia, Coronilla, Astragalus і Lathyrus.